# 球序韭
球序韭（学名：Allium thunbergii）是葱科葱属的植物。分布在朝鲜、远东地区、日本、台湾岛、蒙古以及中国大陆的江苏、河北、山西、吉林、黑龙江、陕西、湖北、山东、辽宁、河南等地，生长于海拔300米至1,300米的地区，一般生于山坡、草地和林缘。